# 油榨乡
油榨乡，是中华人民共和国四川省成都市邛崃市曾经下辖的一个乡。2015年，南宝乡、油榨乡合并为南宝山镇。

## 行政区划
油榨乡撤销前，下辖以下地区：
桃花社区、堰坪村、马岩村、新桥村、天池村、川王村、堰滩村、静室村和直台村。